# San Cirillo Alessandrino (församling)
San Cirillo Alessandrino är en församling i Roms stift.
Till församlingen San Cirillo Alessandrino hör följande kyrkobyggnader och kapell:
- San Cirillo Alessandrino
- Sant'Antonio dell'Omo